# Višecijevni bacač raketa
Višecijevni bacač raketa (VBR) raketno je topničko oružje uglavnom s nevođenim (balističkim) projektilima za napade na ciljeve na zemlji. Sastoji se od samohodne ili vučene platforme (lansera) s cijevima ili spremnicima za ispaljivanje projektila u nizu (najčešće do 40). Odlikuje se pokretljivošću, velikom vatrenom moći i velikim dometom (do 60 km ). Glavni nedostatak je relativna nepreciznost, tj. disperzija pogodaka zbog različitih vanjskih utjecaja kao što su različita gustoća atmosfere, promjena brzine ili smjera vjetra te vlažnost zraka. Klasični se VBR-ovi stoga uglavnom koriste za gađanje relativno velikih ciljeva, kao što su neprijateljski položaji raspoređeni na većem području. Rakete višecijevnih bacača većeg kalibra mogu imati različite tipove bojnih glava. Suvremeni razvoj višecijevnih raketnih bacača započeo je početkom Drugog svjetskog rata s poznatim sovjetskim raketnim bacačima Kaćušama, koji su u nekoliko sekundi mogli ispaliti od 16 do 54 rakete kalibra 82, 132 ili 300 mm, dometa od 2500 do 11 800 metara.